# Lucio De Santis
Lucio De Santis (Fondi, 16 novembre 1922 – Roma, 23 agosto 2006) è stato un attore e produttore cinematografico italiano, attivissimo negli anni sessanta.

## Biografia
Negli anni della guerra, fra il 1940 ed il 1944, frequenta il Centro sperimentale di cinematografia, diplomandosi in recitazione. Negli anni seguenti comincia un'intesa e duratura carriera nel cinema, apparendo, aiutato da un fisico possente, in un gran numero di film, soprattutto fra il 1960 ed il 1970, per lo più b-movies di genere western/avventuroso ma soprattutto storico e mitologico. Occasionalmente, frequenta anche set di notevole importanza: ha una parte nel kolossal Guerra e pace, (1956), di King Vidor e lavora con alcuni dei più importanti registi nazionali ed internazionali, fra cui Carlo Lizzani, Sergio Corbucci, Federico Fellini e Terence Young.
Pur potendo contare su di un'ottima fotogenia e su di una recitazione fresca e spontanea, nel privato è un uomo modesto e schivo, che non riesce ad amalgamarsi con gli ambienti della "dolce vita" romana dell'epoca. Non raggiunge mai una grande notorietà.
Nel 1967 suscita un certo scalpore il suo matrimonio, avvenuto dopo sei anni di fidanzamento, con la giovane attrice Dina De Santis (nata Carlotta Provin), che negli anni precedenti aveva adottato tale pseudonimo ispirandosi proprio a lui: lei ha 24 anni, lui 45. Sarà  un'unione felice, che durerà per ben 43 anni, sino alla morte di De Santis. La coppia non ha mai avuto figli.
All'inizio degli anni settanta, in mancanza di importanti ingaggi, abbandona la carriera d'interprete cinematografico, per dedicarsi al teatro, dove diviene un importante produttore.
Ma all'inizio degli anni ottanta Lucio De Santis viene colpito dalla sclerosi multipla, malattia che lo costringe ad un ritiro definitivo e che, dopo anni, lo porterà alla morte, avvenuta nel 2006, assistito sino alla fine dalla moglie Dina.

## Filmografia parziale
- Frine, cortigiana d'Oriente, regia di Mario Bonnard (1953)
- Guerra e pace, regia di King Vidor (1956)
- 2 samurai per 100 geishe, regia di Giorgio Simonelli (1962)
- Io Semiramide, regia di Primo Zeglio (1963)
- Brenno il nemico di Roma, regia di Giacomo Gentilomo (1963)
- L'uomo mascherato contro i pirati, regia di Vertunnio De Angelis (1964)
- Solo contro tutti, regia di Antonio del Amo (1965)
- Erik il vichingo, regia di Mario Caiano (1965)
- I grandi condottieri, regia di Marcello Baldi e Francisco Pérez-Dolz (1965)
- I quattro inesorabili, regia di Primo Zeglio (1965)
- Una bara per lo sceriffo, regia di Mario Caiano (1965)
- 100.000 dollari per Lassiter, regia di Joaquín Luis Romero Marchent (1966)
- Django, regia di Sergio Corbucci (1966)
- Johnny Oro, regia di Sergio Corbucci (1966)
- Un fiume di dollari, regia di Carlo Lizzani (1966)
- Trappola per sette spie, regia di Mario Amendola (1966)
- LSD - Inferno per pochi dollari, regia di Massimo Mida (1967)
- Il figlio di Django, regia di Osvaldo Civirani (1967)
- L'avventuriero, regia di Terence Young (1967)
- L'uomo venuto per uccidere, regia di León Klimovsky (1967)
- Il pistolero segnato da Dio, regia di Giorgio Ferroni (1968)
- Joko invoca Dio... e muori, regia di Antonio Margheriti (1968)
- Preparati la bara!, regia di Ferdinando Baldi (1968)
- Execution, regia di Domenico Paolella (1968)
- Ad uno ad uno... spietatamente, regia di Rafael Romero Marchent (1968)
- I fratelli Karamazov, regia di Sandro Bolchi (1969)
- Fellini Satyricon, regia di Federico Fellini (1969)
- E Dio disse a Caino, regia di Antonio Margheriti (1970)

## Teatro
- Apocalisse a Capri, di Sergio Sollima (con Delia Scala, Bruno Corelli, Mario Scaccia, Franco Castellani, Lorena Berg, regia di Mario Landi, Teatro dei Satiri di Roma, 10 marzo 1951)[1]